# Várnai László (politikus, 1951)
Várnai László (Kiskunhalas, 1951. január 25. – Kiskunhalas, 2015. július 22.) politikus, polgármester, országgyűlési képviselő 1994 és 1998 között.

## Élete
Várnai László 1951. január 25-én született a Bács-Kiskun megyei Kiskunhalason. Édesapja MÁV pályamester, vonaltisztviselő, édesanyja háztartásbeli volt. Általános és középiskolai tanulmányait Kiskunhalason végezte. A Szilády Áron Gimnáziumban érettségizett 1969-ben. 1972-ben a Kertészeti Egyetem Kertészeti Főiskolai Karán növénytermesztő üzemmérnöki diplomát szerzett. 1983-ban levelező tagozaton diplomázott a szegedi József Attila Tudományegyetem Általános Jogtudományi Karán. 1990-ben általános jogi szakvizsgát tett.
1972–73-ban a Bács-Kiskun Megyei Állami Gazdaságok Szakszolgálati állomáson dolgozott, majd kétéves sorkatonai szolgálatát töltötte. 1975 szeptemberétől a Kiskunhalasi Állami Gazdaság, 1990-től a jogutód Halasvin Rt. munkatársa volt. Előadó, főelőadó, majd 1984-től főosztályvezető munkakörben tevékenykedett. 1990-től az állami gazdaság és a részvénytársaság jogtanácsosa volt. 1993-tól az Rt. felügyelő bizottságának tagja lett. A Kiskunhalasi Női Kézilabda SE elnökségének a tagja volt az 1990-es évek elején.
1972 és 1989 között az MSZMP, 1989-től az MSZP tagja volt. Az 1990-es években a kiskunhalasi szervezet elnöke volt.
Az 1994. évi országgyűlési választásokon a Bács-Kiskun megyei 8. választókörzetben szerzett mandátumot.

## Családja
1975-ben kötött házasságot. Felesége általános iskolai igazgató.